# 新日本プロレスの東京ドーム興行
新日本プロレスの東京ドーム興行（しんにほんプロレスのとうきょうドームこうぎょう）は、1989年から新日本プロレス主催で開催している興行について述べる。

## ’89格闘衛星☆闘強導夢
東京ドームでのプロレス初興行。当時のプロレス興行で観衆53,800人という新記録を樹立した。藤波が返上したIWGPヘビー級王座の決定トーナメントと日米ソの三国対抗戦がメインの大会となった。トーナメントは本命とされていた藤波や長州が脱落し橋本とベイダーの間で決勝が行われ、レフェリーはルー・テーズが裁いた。マーシャルアーツのベニー・ユキーデも試合を行った。ライガーのデビュー戦もこの日だった。メインイベントの格闘技戦では猪木の無敗神話が崩れ敗れた。

### 試合結果
| 第1試合 ヤング闘強導夢杯トーナメント決勝戦＝30分1本勝負                 |                                          |                             |
| ○佐野直喜                                                               | 10分43秒 エビ固め                        | ヒロ斉藤●                   |
| 第2試合 IWGPヘビー級王座決定&闘強導夢杯トーナメント1回戦＝30分1本勝負   |                                          |                             |
| ●蝶野正洋                                                               | 5分52秒 ボディプレス →体固め             | ビッグバン・ベイダー○       |
| 第3試合 IWGPヘビー級王座決定&闘強導夢杯トーナメント1回戦＝30分1本勝負   |                                          |                             |
| ○藤波辰巳                                                               | 4分51秒 三角絞め                         | ウラジミール・ベルコビッチ● |
| 第4試合 IWGPヘビー級王座決定&闘強導夢杯トーナメント1回戦＝30分1本勝負   |                                          |                             |
| ○ビクトル・ザンギエフ                                                   | 3分56秒 ジャーマンスープレックスホールド | バズ・ソイヤー●             |
| 第5試合 IWGPヘビー級王座決定&闘強導夢杯トーナメント1回戦＝30分1本勝負   |                                          |                             |
| ●長州力                                                                 | 3分41秒 首固め                           | 橋本真也○                   |
| 第6試合 マーシャルアーツ日米決戦＝2分5ラウンド                          |                                          |                             |
| ベニー・ユキーデ                                                        | 時間切れ引分け                           | 飛鳥信也                    |
| 第7試合 IWGPヘビー級王座決定&闘強導夢杯トーナメント準決勝＝30分1本勝負  |                                          |                             |
| ●藤波辰巳                                                               | 14分37秒 ボディプレス →片エビ固め        | ビッグバン・ベイダー○       |
| 第8試合 IWGPヘビー級王座決定&闘強導夢杯トーナメント準決勝＝30分1本勝負  |                                          |                             |
| ○橋本真也                                                               | 7分28秒 足4の字固め                      | ビクトル・ザンギエフ●       |
| 第9試合 日ソ・スペシャルシングルマッチ＝30分1本勝負                     |                                          |                             |
| ●マサ斎藤                                                               | 5分28秒 飛びつき腕十字固め               | ワッハ・エブロエフ○         |
| 第10試合 IWGPヘビー級王座決定&闘強導夢杯トーナメント決勝戦＝60分1本勝負 |                                          |                             |
| ●橋本真也                                                               | 9分47秒 ラリアット2連発 →体固め          | ビッグバン・ベイダー○       |
| ※ベイダーが第4代王者となる                                              |                                          |                             |
| 第11試合 スペシャルタッグマッチ＝30分1本勝負                            |                                          |                             |
| ジョージ高野 ○スーパー・ストロング・マシーン                            | 17分10秒 魔神風車固め                    | 越中詩郎 馳浩●              |
| 第12試合 スペシャルシングルマッチ＝30分1本勝負                          |                                          |                             |
| ○獣神ライガー                                                           | 9分55秒 ライガー式バックドロップホールド | 小林邦昭●                   |
| 第13試合 米ソ・スペシャルシングルマッチ＝30分1本勝負                    |                                          |                             |
| ●クラッシャー・バンバン・ビガロ                                         | 2分26秒 水車落とし →片エビ固め           | サルマン・ハシミコフ○       |
| 第14試合 日ソ異種格闘技戦＝3分10ラウンド                                |                                          |                             |
| ●アントニオ猪木                                                         | 5R1分20秒 裏投げ3連発 →ＫＯ              | ショータ・チョチョシビリ○   |

IWGPヘビー級王座決定&闘強導夢杯トーナメント
|  | 準々決勝                   | 準々決勝            |                      |   | 準決勝 | 準決勝 |  |  | 決勝 | 決勝 |
|  |                            |                     |                      |   |        |        |  |  |      |      |
|  | 5分52秒 体固め             |                     |                      |   |        |        |  |  |      |      |
|  |                            |                     |                      |   |        |        |  |  |      |      |
|  | 蝶野正洋                   | ×                   |                      |   |        |        |  |  |      |      |
|  | 蝶野正洋                   | ×                   | 14分37秒 片エビ固め  |   |        |        |  |  |      |      |
|  | ビッグバン・ベイダー       | ○                   |                      |   |        |        |  |  |      |      |
|  | ビッグバン・ベイダー       | ○                   | ビッグバン・ベイダー | ○ |        |        |  |  |      |      |
|  | 4分51秒 三角絞め           |                     | ビッグバン・ベイダー | ○ |        |        |  |  |      |      |
|  |                            | 藤波辰爾            | ×                    |   |        |        |  |  |      |      |
|  | 藤波辰巳                   | 藤波辰爾            | ×                    | ○ |        |        |  |  |      |      |
|  | 藤波辰巳                   |                     | 9分47秒 体固め       | ○ |        |        |  |  |      |      |
|  | ウラジミール・ベルコビッチ | ×                   |                      |   |        |        |  |  |      |      |
|  | ウラジミール・ベルコビッチ | ×                   | ビッグバン・ベイダー | ○ |        |        |  |  |      |      |
|  | 3分56秒 原爆固め           |                     | ビッグバン・ベイダー | ○ |        |        |  |  |      |      |
|  |                            | 橋本真也            | ×                    |   |        |        |  |  |      |      |
|  | バズ・ソイヤー             | 橋本真也            | ×                    | × |        |        |  |  |      |      |
|  | バズ・ソイヤー             | 7分28秒 足4の字固め |                      | × |        |        |  |  |      |      |
|  | ビクトル・ザンギエフ       | ○                   |                      |   |        |        |  |  |      |      |
|  | ビクトル・ザンギエフ       | ○                   | ビクトル・ザンギエフ | × |        |        |  |  |      |      |
|  | 3分41秒 首固め             |                     | ビクトル・ザンギエフ | × |        |        |  |  |      |      |
|  |                            | 橋本真也            | ○                    |   |        |        |  |  |      |      |
|  | 長州力                     | 橋本真也            | ○                    | × |        |        |  |  |      |      |
|  | 長州力                     |                     |                      | × |        |        |  |  |      |      |
|  | 橋本真也                   | ○                   |                      |   |        |        |  |  |      |      |
|  | 橋本真也                   | ○                   |                      |   |        |        |  |  |      |      |

## '90 スーパーファイト in 闘強導夢
新日本プロレス2度目のドーム興行。本来は、新日本プロレスvsWCW(NWA)という大会で目玉カードに当時WCWでトップ入りしたグレート・ムタを帰国させリック・フレアーのNWA世界王座に挑戦させるというものだった。同年4月にWWF・新日本・全日本で「日米レスリング・サミット」の開催も決定していたため、WWFのライバルであったWCWは態度を硬化させ急遽キャンセル。カード白紙になり、当時社長に就任したばかりの坂口征二が全日本の馬場に頭を下げハンセンを借りることになったが、馬場坂口の師弟関係から鶴田・天龍の貸し出しにも成功。鶴田・谷津組は木村・木戸組と、天龍・川田組は長州・小林組というカードが決定したが、川田はタイガーに小林は高野に変更された。北尾のプロレスデビュー戦の相手はビガロ、ハンセンはベイダーとのドリームマッチ、藤波はAWA世界王座に挑戦、猪木は坂口と「黄金コンビ」結成と対戦カードも出揃った。結果は藤波が腰痛で欠場しマサ斎藤が代打出場し、ズビスコを破り鶴田に次ぎ日本人2人目のAWA王者となり、全日本勢の参加、猪木も前年の5月以来の復帰戦と、話題に事欠かない大会となった。

### 試合結果
| 第1試合 30分1本勝負                                    |                                           |                                 |
| ○飯塚孝之                                              | 10分49秒 ブリザードスープレックスホールド | 松田納●                         |
| 第2試合 タッグマッチ＝30分1本勝負                      |                                           |                                 |
| 獣神サンダー・ライガー ●野上彰                         | 16分47秒 タイガースープレックスホールド   | ペガサス・キッド 佐野直喜○      |
| 第3試合 6人タッグ＝30分1本勝負                         |                                           |                                 |
| 小林邦昭 ●星野勘太郎 馳浩                              | 13分29秒 バックドロップ →片エビ固め       | ヒロ斉藤 後藤達俊○ 保永昇男     |
| 第4試合 45分1本勝負                                    |                                           |                                 |
| ○ブラッド・レイガンス                                  | 6分13秒 回転首固め                        | ビクトル・ザンギエフ●           |
| 第5試合 45分1本勝負                                    |                                           |                                 |
| ○スティーブ・ウィリアムス                              | 9分0秒 アバランシュホールド →片エビ固め   | サルマン・ハシミコフ●           |
| 第6試合 AWA認定世界ヘビー級選手権＝60分1本勝負         |                                           |                                 |
| ●ラリー・ズビスコ (第39代王者)                         | 14分29秒 首固め                           | マサ斎藤○ (挑戦者)              |
| ※斎藤が第40代王者となる                                |                                           |                                 |
| 第7試合 新日本vs全日本 交流戦＝60分1本勝負             |                                           |                                 |
| 木村健悟 ●木戸修                                       | 15分6秒 空中胴絞め落とし →体固め          | ジャンボ鶴田○ 谷津嘉章          |
| 第8試合 新日本vs全日本 交流戦＝60分1本勝負             |                                           |                                 |
| 長州力 ●ジョージ高野                                   | 18分59秒 リングアウト                     | 天龍源一郎 タイガーマスク○      |
| 第9試合 IWGPヘビー級選手権＝60分1本勝負                |                                           |                                 |
| ビッグバン・ベイダー (第7代王者)                       | 15分47秒 両者リングアウト                 | スタン・ハンセン (挑戦者)       |
| ※王者が3度目の防衛に成功                               |                                           |                                 |
| 第10試合 北尾光司デビュー戦＝60分1本勝負               |                                           |                                 |
| ○北尾光司                                              | 9分58秒 ギロチンドロップ →体固め          | クラッシャー・バンバン・ビガロ● |
| 第11試合 アントニオ猪木復帰戦タッグマッチ＝60分1本勝負 |                                           |                                 |
| ○アントニオ猪木 坂口征二                               | 15分43秒 延髄斬り →体固め                 | 橋本真也 蝶野正洋●              |

## '91 スターケード in 闘強導夢
新日本ドーム興行3年目。1年越しの新日本vsWCWの興行が行われた。スタイナーブラザースとしての初来日や、リック・フレアーの新日本初来日などWCW勢の多数参戦で対戦カードも新鮮な大会となった。またこの日、リードとシモンズが仲間割れし後にWCWで抗争となる。藤波が馬場に次ぎ日本人2人目のNWA王者となるが、WCW側からNWAルールでオーバー・ザ・トップロープは反則となるため王座移動は無効とされ保留となるが、数年後には選手権者として認定された。

### 試合結果
| 第1試合 8人タッグ＝30分1本勝負                           |                                                       |                                                            |
| アニマル浜口 ○木村健悟 木戸修 星野勘太郎                 | 12分8秒 ラリアット誤爆 →片エビ固め                    | スーパー・ストロング・マシーン ヒロ斉藤 後藤達俊● 保永昇男 |
| 第2試合 6人タッグ＝30分1本勝負                           |                                                       |                                                            |
| 越中詩郎 小林邦昭 ○飯塚孝之                              | 12分10秒 ドラゴンスープレックスホールド               | ティム・ホーナー● ブライアン・ピルマン Ｚマン              |
| 第3試合 30分1本勝負                                      |                                                       |                                                            |
| ○スコット・ノートン                                      | 2分23秒 パワースラム →片エビ固め                      | イコライザー●                                              |
| 第4試合 IWGPジュニア・ヘビー級選手権＝60分1本勝負        |                                                       |                                                            |
| ○獣神サンダー・ライガー (第13代王者)                     | 16分8秒 雪崩式DDT →体固め                             | AKIRA● (挑戦者)                                            |
| ※王者が2度目の防衛に成功                                 |                                                       |                                                            |
| 第5試合 タッグマッチ＝45分1本勝負                        |                                                       |                                                            |
| ●マサ斎藤 蝶野正洋                                       | 16分47秒 ウィンダムのフライングラリアット →片エビ固め | バリー・ウィンダム アーン・アンダーソン●                   |
| 第6試合 IWGPタッグ選手権＝60分1本勝負                    |                                                       |                                                            |
| 馳浩 ●佐々木健介 (第15代王者)                            | 12分56秒 フランケンシュタイナー                       | リック・スタイナー スコット・スタイナー○ (挑戦者)          |
| ※スタイナーブラザースが第16代王者となる                  |                                                       |                                                            |
| 第7試合 45分1本勝負                                      |                                                       |                                                            |
| ○エル・ヒガンテ                                          | 2分16秒 ブレーンクローホールド                        | ミスター・ヒューズ●                                        |
| 第8試合 タッグマッチ＝45分1本勝負                        |                                                       |                                                            |
| ○ビッグバン・ベイダー クラッシャー・バンバン・ビガロ     | 13分17秒 ボディプレス →体固め                         | ブッチ・リード● ロン・シモンズ                             |
| 第9試合 60分1本勝負                                      |                                                       |                                                            |
| ○グレート・ムタ                                          | 11分41秒 ダイビングボディアッタク →片エビ固め         | スティング●                                                |
| 第10試合 グレーテスト18クラブ認定試合＝時間無制限1本勝負 |                                                       |                                                            |
| ○長州力 (初代王者)                                       | 11分7秒 リキラリアット →KO                            | タイガー・ジェット・シン● (挑戦者)                         |
| ※王者が初防衛に成功                                      |                                                       |                                                            |
| 第11試合 NWA世界&IWGPヘビー級選手権＝60分1本勝負         |                                                       |                                                            |
| ○藤波辰爾 (IWGP第11代王者)                               | 23分6秒 グランドコブラツイストホールド                | リック・フレアー● (NWA第74代王者)                          |
| ※藤波がIWGP初防衛に成功、第75代NWA王者となる             |                                                       |                                                            |

## 超戦士 in 闘強導夢
1992年の新日本プロレスの興行。当初は1月3日に予定していたが、タッチの差でライスボウルに日程を抑えられていたため、翌4日に変更され以後この2つのイベントは現在まで毎年続く事になる。第2試合終了後に誠心会館勢がリングに上がり対戦要望を宣言した。当初、越中のパートナーは馳だったが怪我のため小原に代わった。ローデス親子がそろって来日し日本で初親子タッグを組んだ。SHOW-YA（当時のボーカルはステファニー・レイコ・ボージャス）のLIVEも20分ほど行われ、ムタ組とスタイナーブラザースのテーマを生演奏した。長州がIWGPと18クラブの二冠王となる。

### 試合結果
| 第1試合 超戦士IN闘強導夢オープニングマッチ＝15分1本勝負                 |                                            |                                                 |
| ○ブラック・キャット                                                     | 10分28秒 雪崩式DDT →片エビ固め             | 山本広吉●                                       |
| 第2試合 タッグマッチ＝20分1本勝負                                       |                                            |                                                 |
| 木村健悟 ●星野勘太郎                                                    | 11分54秒 キドクラッチ                      | 木戸修○ 小林邦昭                                |
| 第3試合 6人タッグ＝30分1本勝負                                          |                                            |                                                 |
| 獣神サンダー・ライガー 青柳政司 ○AKIRA                                  | 15分12秒 ドラゴンスープレックスホールド    | スーパー・ストロング・マシン ヒロ斉藤● 保永昇男 |
| 第4試合 新日本vsWCWタッグマッチ＝30分1本勝負                            |                                            |                                                 |
| 越中詩郎 ●小原道由                                                      | 12分32秒 スパインバスター →片エビ固め      | アーン・アンダーソン○ ラリー・ズビスコ          |
| 第5試合 新日本vsWCWタッグマッチ＝30分1本勝負                            |                                            |                                                 |
| マサ斎藤 ●キム・ドク                                                    | 14分23秒 フェースクラッシャー →片エビ固め  | ダスティ・ローデス ダスティ・ローデスJr.○       |
| 第6試合 スーパーヘビースペシャルマッチ＝時間無制限1本勝負               |                                            |                                                 |
| ●スコット・ノートン                                                     | 8分41秒 ダイビングラリアット →片エビ固め   | トニー・ホーム○                                 |
| 第7試合 新日本vsWCWスペシャルマッチ＝45分1本勝負                        |                                            |                                                 |
| ○橋本真也                                                               | 8分37秒 ジャンピングDDT →片エビ固め        | ビル・カズマイヤー●                             |
| 第8試合 スーパーヘビースペシャルマッチ＝45分1本勝負                     |                                            |                                                 |
| ビッグバン・ベイダー                                                    | 4分49秒 両者リングアウト                   | エル・ヒガンテ                                  |
| 第9試合 スペシャルマッチ＝60分1本勝負                                   |                                            |                                                 |
| ○アントニオ猪木                                                         | 10分9秒 卍固め                             | 馳浩●                                           |
| 第10試合 初夢スペシャルタッグマッチ＝60分1本勝負                        |                                            |                                                 |
| グレート・ムタ ○スティング                                              | 11分3秒 エビ固め                           | リック・スタイナー スコット・スタイナー●        |
| 第11試合 WCW世界ヘビー級選手権＝60分1本勝負                             |                                            |                                                 |
| ○レックス・ルガー （第2代王者）                                         | 15分9秒 ダブルアックスハンドル →片エビ固め | 蝶野正洋● （挑戦者）                            |
| ※王者が防衛に成功                                                       |                                            |                                                 |
| 第12試合 IWGPヘビー&グレーテスト18クラブ認定両選手権＝時間無制限1本勝負 |                                            |                                                 |
| ●藤波辰爾 （IWGP第11代王者）                                            | 12分11秒 リキラリアット3連発 →体固め       | 長州力○ （18クラブ初代王者）                    |
| ※長州が2度目の防衛に成功、第12代IWGP王者となる                          |                                            |                                                 |

## FANTASTIC STORY in 闘強導夢
1993年の新日本プロレスの興行。前年秋頃から抗争を始めたWARとの対抗戦がメインとなった。ホームvsシモンズ戦は、当初WCW世界戦だったが直前にシモンズがベイダーに敗れたためノンタイトル戦になった。橋本は猪木とのタッグ予定であったが怪我によりマサ斎藤に代わった。ムタが蝶野を破りIWGPとNWA世界の二冠達成。天龍が試合後、猪木に対戦を要求し握手で答え対戦受諾。

### 試合結果
| 第1試合 新日本プロレスvsWARオープニングバトル＝30分1本勝負       |                                              |                                                            |
| 野上彰 ○飯塚孝之 エル・サムライ                                  | 15分11秒 パワーボム →体固め                  | 北原光騎● 折原昌夫 平井伸和                                |
| 第2試合 パワーストラングル・オブ・8メン＝30分1本勝負             |                                              |                                                            |
| 越中詩郎 ○ザ・グレート・カブキ 青柳政司 斎藤彰俊                 | 14分24秒 バックドロップ →体固め              | スーパー・ストロング・マシーン ヒロ斉藤 後藤達俊 保永昇男● |
| 第3試合 IWGPジュニア・ヘビー級選手権＝60分1本勝負                |                                              |                                                            |
| ●ウルティモ・ドラゴン (第20代王者)                               | 20分8秒 雪崩式フランケンシュタイナー →体固め | 獣神サンダー・ライガー○ (挑戦者)                           |
| ※ライガーが第21代王者となる                                      |                                              |                                                            |
| 第4試合 60分1本勝負                                              |                                              |                                                            |
| ●トニー・ホーム                                                  | 6分1秒 スパインバスター →エビ固め            | ロン・シモンズ○                                            |
| 第5試合 バトル・オブ・バーニングスターズ＝30分1本勝負            |                                              |                                                            |
| ●馳浩                                                            | 15分31秒 ダイビングボディプレス →片エビ固め  | スティング○                                                |
| 第6試合 サクシード・トゥ・ファイティングスピリット＝45分1本勝負  |                                              |                                                            |
| マサ斎藤 ○橋本真也                                               | 13分57秒 延髄斬り →体固め                    | スコット・ノートン ダスティ・ローデスJr.●                  |
| 第7試合 NWA世界&IWGPヘビー級両選手権＝60分1本勝負                |                                              |                                                            |
| ●蝶野正洋 (第75代NWA王者)                                        | 19分48秒 ラウンディングボディプレス →体固め  | グレート・ムタ○ (第13代IWGP王者)                           |
| ※武藤が4度目の防衛に成功、第76代NWA王者となる                    |                                              |                                                            |
| 第8試合 IWGPタッグ選手権＝60分1本勝負                            |                                              |                                                            |
| ●ホーク・ウォリアー パワー・ウォリアー (第21代王者)              | 14分38秒 両者リングアウト                    | リック・スタイナー スコット・スタイナー● (挑戦者)          |
| ※王者組が初防衛に成功                                            |                                              |                                                            |
| 第9試合 スーパーエクスプロージョン＝60分1本勝負                  |                                              |                                                            |
| ○藤波辰爾                                                        | 11分41秒 ドラゴンスリーパー                  | 石川敬士●                                                  |
| 第10試合 ザ・クライマックス・オブ・レスリング＝時間無制限1本勝負 |                                              |                                                            |
| ●長州力                                                          | 18分14秒 パワーボム →エビ固め                | 天龍源一郎○                                                |

## '94 BATTLE FIELD in 闘強導夢
1994年の新日本プロレスの興行。ライガーが久々にシューティングスタープレスを下し勝利、負けたタイガーは自らマスクを脱いだ。正体は金本浩二だった。武藤として初のドーム大会となった(これまではムタとしての試合が多かった)。長州は半年ぶりの試合復帰だった。ホーガンは当時WWF王者であり、当時新日本はWCWと提携していたので異例の来日だった。1年越しの猪木vs天龍戦は天龍が勝利し、猪木馬場を倒した唯一の日本人レスラーとなった。

### 試合結果
| 第1試合 10人タッグ＝30分1本勝負                           |                                                     |                                                           |
| 木戸修 エル・サムライ 小島聡 ●永田裕志 中西学             | 12分9秒 ノド輪落とし →片エビ固め                    | 越中詩郎 木村健悟 ザ・グレート・カブキ 小林邦昭 小原道由○ |
| 第2試合 タッグマッチ＝30分1本勝負                         |                                                     |                                                           |
| ○野上彰 飯塚孝之                                          | 14分7秒 ジャーマンスープレックスホールド            | 青柳政司 斎藤彰俊●                                        |
| 第3試合 30分1本勝負                                       |                                                     |                                                           |
| ●ブラック・キャット                                       | 8分6秒 ジャンピングニーパット →片エビ固め           | ブルータス・ビーフケーキ○                                 |
| 第4試合 時間無制限1本勝負                                 |                                                     |                                                           |
| ○スーパー・ストロング・マシーン                           | 8分51秒 ダイビングヘッドバット →体固め              | 後藤達俊●                                                 |
| 第5試合 45分1本勝負                                       |                                                     |                                                           |
| ○獣神サンダー・ライガー                                   | 14分26秒 シューティングスタープレス →片エビ固め     | タイガーマスク●                                           |
| 第6試合 IWGPタッグ選手権＝60分1本勝負                     |                                                     |                                                           |
| スコット・ノートン ●ヘラクレス・ヘルナンデス (第22代王者) | 12分47秒 逆1本背負い →片エビ固め                    | ホーク・ウォリアー パワー・ウォリアー○ (挑戦者)           |
| ※ヘルレイザーズが第23代王者となる                         |                                                     |                                                           |
| 第7試合 タッグマッチ＝60分1本勝負                         |                                                     |                                                           |
| 武藤敬司 ●馳浩                                            | 20分51秒 合体ブルドッキングヘッドロック →片エビ固め | リック・スタイナー スコット・スタイナー○                  |
| 第8試合 60分1本勝負                                       |                                                     |                                                           |
| ●藤波辰爾                                                 | 13分33秒 アックスボンバー →片エビ固め               | ハルク・ホーガン○                                         |
| 第9試合 長州力復帰戦＝60分1本勝負                         |                                                     |                                                           |
| ○長州力                                                   | 9分4秒 リキラリアット →片エビ固め                   | 藤原喜明●                                                 |
| 第10試合 IWGPヘビー級選手権＝60分1本勝負                  |                                                     |                                                           |
| 〇橋本真也 (第14代王者)                                   | 28分0秒 ジャンピングDDT →片エビ固め                 | 蝶野正洋● (挑戦者)                                        |
| ※王者が3度目の防衛に成功                                  |                                                     |                                                           |
| 第11試合 時間無制限1本勝負                                |                                                     |                                                           |
| ●アントニオ猪木                                           | 15分56秒 パワーボム →エビ固め                       | 天龍源一郎〇                                              |

## '95 闘強導夢 BATTLE 7
1995年の新日本プロレスの興行。UWA世界ジュニアはUWA世界ウェルターと同タイトルである。この日、山本広吉が天山広吉と改名し凱旋帰国し中西を破る。IWGP王座を防衛した橋本の腰に猪木がベルトを巻き無言で新世代へのバトンタッチをした。

### 試合結果
| 第1試合 UWA世界ジュニア・ヘビー級選手権＝60分1本勝負                         |                                                 |                                                       |
| ○大谷晋二郎 (第24代王者)                                                     | 15分17秒 ドラゴンスープレックスホールド         | エル・サムライ● (挑戦者)                              |
| ※王者が初防衛に成功                                                          |                                                 |                                                       |
| 第2試合 IWGPジュニア・ヘビー級選手権＝60分1本勝負                            |                                                 |                                                       |
| ○保永昇男 (第22代王者)                                                       | 14分39秒 ラ・マヒストラル                       | ザ・グレート・サスケ● (挑戦者)                        |
| ※王者が5度目の防衛に成功                                                     |                                                 |                                                       |
| 第3試合 WELCOME TO BATTLE FIELD＝30分1本勝負                                 |                                                 |                                                       |
| 木戸修 ●野上彰 飯塚孝之                                                      | 13分12秒 ラリアット →片エビ固め                 | ザ・グレート・カブキ○ 小林邦昭 斎藤彰俊               |
| 第4試合 THE GOLD RUSH＝30分1本勝負                                           |                                                 |                                                       |
| ○金本浩二                                                                    | 14分43秒 シューティングスタープレス →片エビ固め | 永田裕志●                                             |
| 第5試合 天山広吉凱旋帰国試合＝30分1本勝負                                    |                                                 |                                                       |
| ●中西学                                                                      | 7分40秒 水車落とし →片エビ固め                  | 天山広吉○                                             |
| 第6試合 THE SAMURAI SPIRIT＝45分1本勝負                                      |                                                 |                                                       |
| 越中詩郎 ●小原道由                                                           | 11分23秒 コブラクローホールド                   | タイガー・ジェット・シン○ タイガー・ジェット・シンJr. |
| 第7試合 FINAL COUNT DOWN BVD杯・格闘技トーナメント1回戦＝30分1本勝負         |                                                 |                                                       |
| ○スティング                                                                  | 4分29秒 サソリ固め                              | トニー・パルモラ●                                     |
| 第8試合 FINAL COUNT DOWN BVD杯・格闘技トーナメント1回戦＝30分1本勝負         |                                                 |                                                       |
| ○アントニオ猪木                                                              | 6分37秒 スリーパーホールド                      | ジェラルド・ゴルドー●                                 |
| 第9試合 真・維新軍vs平成維震軍"制覇"＝60分1本勝負                            |                                                 |                                                       |
| ○長州力 谷津嘉章                                                             | 12分32秒 リキラリアット2連発 →片エビ固め        | 木村健悟● 後藤達俊                                    |
| 第10試合 SUPERHARD SYNDROME＝60分1本勝負                                     |                                                 |                                                       |
| 藤波辰爾 ●平田淳嗣                                                           | 11分18秒 ヤクザキック →片エビ固め               | 蝶野正洋○ サブゥー                                    |
| 第11試合 THE STRONGEST＝60分1本勝負                                          |                                                 |                                                       |
| ○ホーク・ウォリアー                                                          | 7分41秒 ダイビングラリアット →片エビ固め        | スコット・ノートン●                                   |
| 第12試合 FINAL COUNT DOWN BVD杯・格闘技トーナメント決勝戦＝時間無制限1本勝負 |                                                 |                                                       |
| ○アントニオ猪木                                                              | 10分26秒 スリーパーホールド                     | スティング●                                           |
| 第13試合 IWGPタッグ選手権・REAL NEW JAPAN＝60分1本勝負                       |                                                 |                                                       |
| 武藤敬司 ○馳浩 (第24代王者)                                                  | 25分12秒 ノーザンライトスープレックス           | リック・スタイナー● スコット・スタイナー (挑戦者)     |
| ※王者組が初防衛に成功                                                        |                                                 |                                                       |
| 第14試合 IWGPヘビー級選手権＝60分1本勝負                                     |                                                 |                                                       |
| ○橋本真也 (第16代王者)                                                       | 19分36秒 フィッシャーマンズDDT →片エビ固め      | 佐々木健介● (挑戦者)                                  |
| ※王者が6度目の防衛に成功                                                     |                                                 |                                                       |

FINAL COUNT DOWN BVD杯・格闘技トーナメント
|  | 準決勝                     | 準決勝         |                             |  | 決勝 | 決勝 |
|  |                            |                |                             |  |      |      |
|  | 4分29秒 サソリ固め         |                |                             |  |      |      |
|  | スティング                 | ○              |                             |  |      |      |
|  | トニー・パルモラ           | ×              |                             |  |      |      |
|  |                            |                | 10分26秒 スリーパーホールド |  |      |      |
|  | スティング                 | ×              |                             |  |      |      |
|  |                            | アントニオ猪木 | ○                           |  |      |      |
|  | 6分37秒 スリーパーホールド |                |                             |  |      |      |
|  | アントニオ猪木             | ○              |                             |  |      |      |
|  | ジェラルド・ゴルドー       | ×              |                             |  |      |      |

## 新日本プロレス対UWFインターナショナル全面戦争
1995年に長州と高田の電話で電撃的に決まった新日本プロレスとUWFインターナショナルの対抗戦。結果は5勝3敗と新日本が勝利したが、高山・垣原などが注目を浴びた。ライガーは久々のライバル佐野との試合で試合は負けたが、佐野にプロレスをさせるという目標は果たした。蝶野は宮戸優光との試合予定だったが、対抗戦反対の宮戸がUWFインターナショナルを退団したため流れた。当時所属していた、田村潔司も対抗戦拒否でカードには組まれなかった。当初は、高田が保持していたプロレスリング世界ヘビー級王座と武藤のIWGPヘビーのダブルタイトル戦だったが、最高顧問のルー・テーズの反対もありIWGPのみとなった。

### 試合結果
| 第1試合 タッグマッチ＝30分1本勝負       |                                       |                    |
| 永田裕志 ○石沢常光                      | 10分47秒 三角絞め                     | 金原弘光 桜庭和志● |
| 第2試合 15分1本勝負                     |                                       |                    |
| ○大谷晋二郎                             | 7分18秒 チキンウイングアームロック    | 山本健一●          |
| 第3試合 30分1本勝負                     |                                       |                    |
| 飯塚高史●                               | 7分39秒 腕ひしぎ逆十字固め            | 高山善廣○          |
| 第4試合 30分1本勝負                     |                                       |                    |
| 獣神サンダー・ライガー●                 | 10分14秒 タイガースプレックスホールド | 佐野直喜〇         |
| 第5試合 45分1本勝負                     |                                       |                    |
| 長州力○                                 | 4分45秒 サソリ固め                    | 安生洋二●          |
| 第6試合 450分1本勝負                    |                                       |                    |
| 佐々木健介●                             | 9分13秒 ヒザ十字固め                  | 垣原賢人○          |
| 第7試合 45分1本勝負                     |                                       |                    |
| 橋本真也○                               | 7分20秒 三角絞め                      | 中野龍雄●          |
| 第8試合 IWGPヘビー級選手権＝60分1本勝負 |                                       |                    |
| ○武藤敬司 (第17代王者)                  | 16分16秒 足4の字固め                  | 高田延彦● (挑戦者) |
| ※王者が4度目の防衛に成功                |                                       |                    |

## '96 WRESTLING WORLD in 闘強導夢
1996年の新日本プロレスの東京ドーム興行。小島聡が武者修行からの凱旋帰国。冬木vs安生という他団体選手同士の対決もあった。参院選に当選した馳がファイナルマッチを敢行し、猪木も引退に向けカウントダウンとしてベイダーと対決。武藤は高田のリベンジを受け防衛失敗し至宝IWGP王座が他団体に流出。

### 試合結果
| 第1試合 オープニングマッチ＝30分1本勝負               |                                            |                                  |
| ○永田裕志 大谷晋二郎 石沢常光                         | 10分15秒 腕ひしぎ逆十字固め                | 金原弘光 桜庭和志 山本健一●      |
| 第2試合 小島聡凱旋帰国試合＝30分1本勝負               |                                            |                                  |
| ○天山広吉                                             | 9分24秒 ダイビングヘッドバット →片エビ固め | 小島聡●                          |
| 第3試合 IWGPジュニア・ヘビー級選手権＝60分1本勝負     |                                            |                                  |
| ●金本浩二 (第25代王者)                                | 18分59秒 スターダストプレス →体固め        | 獣神サンダー・ライガー○ (挑戦者) |
| ※ライガーが第26代王者となる                           |                                            |                                  |
| 第4試合 平成維震軍vs狼群団大将決戦＝45分1本勝負       |                                            |                                  |
| ○越中詩郎                                             | 9分45秒 首固め                             | 蝶野正洋●                        |
| 第5試合 45分1本勝負                                   |                                            |                                  |
| ○冬木弘道                                             | 6分42秒 ラリアット →片エビ固め             | 安生洋二●                        |
| 第6試合 ノーザンライト・ファイナルマッチ＝60分1本勝負 |                                            |                                  |
| ●馳浩                                                 | 16分36秒 ノーザンライトボム →体固め        | 佐々木健介○                      |
| 第7試合 INOKI FINAL COUNT DOWN 5th＝60分1本勝負       |                                            |                                  |
| ○アントニオ猪木                                       | 14分16秒 腕ひしぎ逆十字固め                | ビッグバン・ベイダー●            |
| 第8試合 新日本vsＵインター＝60分1本勝負               |                                            |                                  |
| ○長州力                                               | 5分46秒 サソリ固め                         | 垣原賢人●                        |
| 第9試合 超・蹴撃線＝60分1本勝負                       |                                            |                                  |
| ○橋本真也                                             | 9分18秒 垂直落下式DDT →体固め              | 山崎一夫●                        |
| 第10試合 IWGPヘビー級選手権＝60分1本勝負              |                                            |                                  |
| ●武藤敬司 (第17代王者)                                | 17分57秒 腕ひしぎ逆十字固め                | 高田延彦〇 (挑戦者)              |
| ※高田が第18代王者となる                               |                                            |                                  |

## '96 BATTLE FORMATION
1996年の新日本プロレス東京ドーム興行第2弾。蝶野率いる狼群団がWCWと対決し1勝1敗に終わった。みちのくプロレスのサスケがライガーを破りIWGPジュニア王座奪取。ヘルレイザーズがアニマルを迎えトリプル・ウォリアーズを結成した。元WCWのムタと元WWFの白使のドリームマッチも実現しムタが制した。藤波は天龍と対決しダブル龍対決で勝利を逃した。橋本は外敵・高田を破りIWGP王座を取り戻すことに成功。

### 試合結果
| 第1試合 バトル・フォーメーション オープニングマッチ＝30分1本勝負 |                                                   |                                                             |
| 大谷晋二郎 ●金本浩二                                             | 11分20秒 雪崩式フロントスープッレクス →片エビ固め | 永田裕志○ 石沢常光                                          |
| 第2試合 新日本vs平成維震軍＝45分1本勝負                          |                                                   |                                                             |
| 長州力○ 飯塚高史 西村修 小島聡                                   | 11分4秒 リキラリアット →体固め                    | 越中詩郎 小林邦昭 野上彰● 斎藤彰俊                          |
| 第3試合 IWGPジュニア・ヘビー級選手権＝60分1本勝負                |                                                   |                                                             |
| ●獣神サンダー・ライガー (第26代王者)                             | 19分27秒 タイガースープレックスホールド           | ザ・グレート・サスケ○ (挑戦者)                              |
| ※サスケが第27代王者となる                                        |                                                   |                                                             |
| 第4試合 狼群団vsWCW PART-1＝60分1本勝負                          |                                                   |                                                             |
| ●天山広吉                                                        | 9分49秒 首固め                                    | ランディ・サベージ○                                         |
| 第5試合 狼群団vsWCW PART-2＝60分1本勝負                          |                                                   |                                                             |
| ○蝶野正洋                                                        | 14分34秒 ＳＴＦ                                   | レックス・ルガー●                                           |
| 第6試合 HIGH GRADE 6MEN TAG MATCH＝60分1本勝負                   |                                                   |                                                             |
| ホーク・ウォリアー ○アニマル・ウォリアー パワー・ウォリアー      | 14分15秒 雪崩式アバランシュホールド 片エビ固め    | リック・スタイナー● スコット・スタイナー スコット・ノートン |
| 第7試合 オリエンタル・ドリームマッチ＝60分1本勝負                |                                                   |                                                             |
| ○グレート・ムタ                                                  | 19分44秒 ラウンディングボディプレス 体固め        | 新崎"白使"人生●                                             |
| 第8試合 BATTLE OF TWIN DRAGON＝60分1本勝負                       |                                                   |                                                             |
| ●藤波辰爾                                                        | 9分16秒 ラリアット 片エビ固め                     | 天龍源一郎○                                                 |
| 第9試合 IWGPヘビー級選手権＝60分1本勝負                          |                                                   |                                                             |
| ●高田延彦 (第18代王者)                                           | 12分33秒 三角絞め                                 | 橋本真也○ (挑戦者)                                          |
| ※橋本が第19代王者となる                                          |                                                   |                                                             |

## '97 WRESTLING WORLD in 闘強導夢
1997年の新日本プロレスの東京ドーム興行。前年リングに乗り込み喧嘩を売ってきた大日本プロレスとの対抗戦は3勝1敗と勝ち越した。謎のマスクマン、スーパー・ライガーは金本浩二に勝利。後にクリス・ジェリコだとわかる。昨年6月のトーナメントにより誕生したジュニア8冠王座にライガーが挑戦しウルティモ・ドラゴンを破り見事王座を奪取した。藤波と木村も久々にタッグ組み蝶天タッグに挑戦し勝利し世代交代に待ったをかけた。もう一方の世代闘争、橋本vs長州戦は長州に気力が敗因と思われるような結果となった。

### 試合結果
| 第1試合 8人タッグ＝30分1本勝負                        |                                                    |                                    |
| ○平田淳嗣 中西学 西村修 小島聡                        | 11分21秒 ラリアット →片エビ固め                    | 山崎一夫 木戸修 飯塚高史 永田裕志● |
| 第2試合 "GOLD RUSH"RETURN＝30分1本勝負                |                                                    |                                    |
| ●金本浩二                                             | 11分11秒 タイガースープレックスホールド            | スーパー・ライガー○                |
| 第3試合 導夢再巡礼＝30分1本勝負                       |                                                    |                                    |
| ●小原道由                                             | 9分17秒 念仏パワーボム エビ固め                    | 新崎人生○                          |
| 第4試合 新日本プロレスvs大日本プロレス＝30分1本勝負   |                                                    |                                    |
| 〇大谷晋二郎                                          | 8分30秒 スワンダイブ式ニールキック 片エビ固め      | 田尻義博●                          |
| 第5試合 新日本プロレスvs大日本プロレス＝30分1本勝負   |                                                    |                                    |
| ●後藤達俊                                             | 9分23秒 イスの上にパイルドライバー 体固め          | ケンドー・ナガサキ○                |
| 第6試合 新日本プロレスvs大日本プロレス＝30分1本勝負   |                                                    |                                    |
| ○蝶野正洋                                             | 1分7秒 ヤクザキック 片エビ固め                     | 中牧昭二●                          |
| 第7試合 新日本プロレスvs大日本プロレス＝30分1本勝負   |                                                    |                                    |
| ○マサ斎藤                                             | 4分25秒 足首固め                                   | グレート小鹿●                      |
| 第8試合 INOKI FINAL COUNT DOWN 6th＝時間無制限1本勝負 |                                                    |                                    |
| ○アントニオ猪木                                       | 4分13秒 グランドコブラツイスト                     | ウィリー・ウイリアムス●            |
| 第9試合 ジュニア8冠選手権＝60分1本勝負                |                                                    |                                    |
| ●ウルティモ・ドラゴン (第2代王者)                     | 18分21秒 スタイナースクリュードライバー 片エビ固め | 獣神サンダー・ライガー○ (挑戦者)   |
| ※ライガーが第3代王者となる                            |                                                    |                                    |
| 第10試合 IWGPタッグ選手権＝60分1本勝負                |                                                    |                                    |
| ●蝶野正洋 天山広吉 (第28代王者)                       | 16分10秒 ドラゴンスリーパー                        | 藤波辰爾〇 木村健悟 (挑戦者)       |
| ※藤波組が第29代王者となる                             |                                                    |                                    |
| 第11試合 BATTLE OF DOUBLE DEALER＝60分1本勝負         |                                                    |                                    |
| ●グレート・ムタ                                       | 16分9秒 ノーザンライトボム 体固め                  | パワー・ウォリアー○                |
| 第12試合 IWGPヘビー級選手権＝60分1本勝負              |                                                    |                                    |
| ○橋本真也 (第19代王者)                                | 18分4秒 垂直落下式DDT 片エビ固め                   | 長州力● (挑戦者)                   |
| ※王者が3度目の防衛に成功                              |                                                    |                                    |

## '97 BATTLE FORMATION
1997年の新日本プロレスの東京ドーム興行第2弾。ライガーvsサスケ戦後に海援隊☆DXが乱入し(サムライ戦のあと海援隊と金本・大谷と握手をしていた)ジュニア世代闘争目前となった。WARを退団した石川が越中に挑むが敗れた。初代タイガーマスクがタイガーキングと改名し猪木と戦った。ムタと蝶野が試合後握手をしてnWoに加入した。橋本と小川の初対決は、師匠猪木が見守る中で猪木イズム背負う対決。当初、橋本の対戦相手はウェイン・シャムロックだったが中止となり代替で出場したのが小川だった。結果は追い込んだものの小川のチョークスリーパーに橋本が落ちてしまい敗れた。

### 試合結果
| 第1試合 BATTLE OF BEAST＝30分1本勝負                          |                                                        |                                |
| ●中西学                                                       | 14分29秒 抱え込み式逆エビ固め                          | 天山広吉○                      |
| 第2試合 ベスト・オブ・ザ・スーパージュニア特別編＝30分1本勝負 |                                                        |                                |
| ○エル・サムライ                                               | 13分51秒 垂直落下式リバースブレーンバスター 片エビ固め | 大谷晋二郎●                    |
| 第3試合 WCW特別試合＝30分1本勝負                              |                                                        |                                |
| ○クリス・ベノワ                                               | 9分17秒 ダイビングヘッドバット 片エビ固め              | ケビン・サリバン●              |
| 第4試合 パワー&サブミッション＝30分1本勝負                    |                                                        |                                |
| 平田淳嗣 ○小島聡                                              | 10分18秒 ストレッチボム エビ固め                       | 山崎一夫 木戸修●               |
| 第5試合 平成維震軍vs石川一家 大将戦＝30分1本勝負              |                                                        |                                |
| ○越中詩郎                                                     | 11分16秒 ダイビングヒップアタック 片エビ固め           | 石川孝志●                      |
| 第6試合 ジュニア8冠選手権＝60分1本勝負                        |                                                        |                                |
| ○獣神サンダー・ライガー (第3代王者)                           | 20分8秒 雪崩式垂直落下式ブレーンバスター 体固め        | ザ・グレート・サスケ● (挑戦者) |
| ※王者が4度目の防衛に成功                                      |                                                        |                                |
| 第7試合 INOKI FINAL COUNT DOWN 7th＝60分1本勝負               |                                                        |                                |
| ○アントニオ猪木                                               | 6分46秒 コブラツイスト                                 | タイガーキング●                |
| 第8試合 THE WORLD OF DARKMEN＝60分1本勝負                     |                                                        |                                |
| ○グレート・ムタ                                               | 14分9秒 ラウンディングボディプレス 体固め              | 蝶野正洋●                      |
| 第9試合 IWGPタッグ選手権＝60分1本勝負                         |                                                        |                                |
| 藤波辰爾 ●木村健悟 (第29代王者)                               | 15分35秒 リキラリアット 片エビ固め                     | 長州力○ 佐々木健介 (挑戦者)    |
| ※長州組が第30代王者となる                                     |                                                        |                                |
| 第10試合 異種格闘技戦＝時間無制限1本勝負                      |                                                        |                                |
| ●橋本真也                                                     | 9分25秒 チョークスリーパー                             | 小川直也○                      |

## FINAL POWER HALL in 闘強導夢
1998年の新日本プロレスの東京ドーム興行。大谷が攻め込まれながらも強敵ウルティモを破り王座防衛。永田がWCWの所属として帰国試合を行い天山に勝利。西村も凱旋帰国で勝利を収めた。相手は若手精鋭だったが長州が5人掛けの引退試合を行い4勝1敗で勝ち越し有終の美を飾った。小川はフライに負け、橋本は相手が負傷、共に後味の悪い格闘技戦となった。佐々木は武藤に勝利、王座を防衛し師匠長州に花を添えた。

### 試合結果
| 第1試合 スーパージュニア・スピリット＝30分1本勝負         |                                                |                                                          |
| ○ケンドー・カシン                                         | 12分1秒 腕ひしぎ逆十字固め                     | 金本浩二●                                                |
| 第2試合 IWGPジュニア・ヘビー級選手権＝60分1本勝負         |                                                |                                                          |
| ○大谷晋二郎 (第31代王者)                                  | 17分6秒 ドラゴンスープレックスホールド         | ウルティモ・ドラゴン● (挑戦者)                           |
| ※王者が5度目の防衛に成功                                  |                                                |                                                          |
| 第3試合 WCWvsnWoスペシャル・ジャパン・ウォー＝45分1本勝負 |                                                |                                                          |
| ○永田裕志                                                 | 11分33秒 ナガタロック                          | 天山広吉●                                                |
| 第4試合 西村修凱旋帰国試合＝45分1本勝負                   |                                                |                                                          |
| 藤波辰爾 ○西村修                                          | 12分39秒 ノーザンライトスープレックスホールド  | 中西学 小島聡●                                           |
| 第5試合 長州力引退試合～RIKI FINAL MESSAGE～＝20分1本勝負 |                                                |                                                          |
| 長州力                                                    | 4-1                                            | 獣神サンダー・ライガー 飯塚高史 高岩竜一 吉江豊 藤田和之 |
| ○長州力                                                   | 3分57秒 リキラリアット 体固め                  | 藤田和之●                                                |
| ○長州力                                                   | 1分42秒 リキラリアット 片エビ固め              | 吉江豊●                                                  |
| ○長州力                                                   | 1分21秒 サソリ固め                             | 高岩竜一●                                                |
| ●長州力                                                   | 2分2秒 アキレス腱固め                          | 飯塚高史○                                                |
| ○長州力                                                   | 5分9秒 リキラリアット 体固め                   | 獣神サンダー・ライガー●                                  |
| 第6試合 異種格闘技戦＝時間無制限1本勝負                   |                                                |                                                          |
| ●小川直也                                                 | 8分47秒 チョークスリーパー TKO                 | ドン・フライ○                                            |
| 第7試合 異種格闘技戦＝3分10ラウンド                       |                                                |                                                          |
| ○橋本真也                                                 | 1R1分34秒 橋本のタックルでレーンが膝を負傷 TKO | デニス・レーン●                                          |
| 第8試合 nWovs維震復活戦＝60分1本勝負                      |                                                |                                                          |
| ○蝶野正洋                                                 | 15分5秒 ヤクザキック 体固め                    | 越中詩郎●                                                |
| 第9試合 IWGPヘビー級選手権＝60分1本勝負                   |                                                |                                                          |
| ○佐々木健介 (第20代王者)                                  | 25分18秒 ノーザンライトボム 体固め             | 武藤敬司● (挑戦者)                                       |
| ※王者が2度目の防衛に成功                                  |                                                |                                                          |

## "燃える闘魂" アントニオ猪木 引退試合
1998年の新日本プロレスの東京ドーム興行第2弾。観衆は7万人で過去最高の動員数。IWGPジュニア、タッグはそれぞれ王者が防衛。ヘビーは藤波が佐々木を破り久々の王座奪取。猪木の引退試合の相手を決定するトーナメントを勝ち上がったドン・フライが猪木と対戦。猪木が一瞬のスキを突きグランドコブラで勝利した。引退セレモニーではかつてのライバルや弟子たちに見送られた。セレモニーの時にマイクを持った猪木が言った言葉「この道を行けばどうなるものか...」は語り種となった。

### 試合結果
| 第1試合 THE FINAL INOKI TOURNAMENT準決勝＝時間無制限1本勝負 |                                                      |                             |
| ●ブライアン・ジョンストン                                   | 3分30秒 腕ひしぎ逆十字固め                           | 小川直也○                   |
| 第2試合 THE FINAL INOKI TOURNAMENT準決勝＝時間無制限1本勝負 |                                                      |                             |
| ○ドン・フライ                                               | 3分57秒 後頭部へのパンチ連打 ＫＯ                    | イゴール・メインダート●     |
| 第3試合 新日本vsnWoジャパン＝30分1本勝負                    |                                                      |                             |
| ○中西学 小島聡                                              | 12分4秒 ハイジャックバックブリーカー                 | 天山広吉 ヒロ斉藤●          |
| 第4試合 6人タッグ＝30分1本勝負                              |                                                      |                             |
| 平田淳嗣 山崎一夫 ●安田忠夫                                 | 9分26秒 ミサイルヒップアタック →エビ固め             | 越中詩郎○ 後藤達俊 小原道由 |
| 第5試合 BEST OF THE SUPER Jr前哨戦PART-1＝30分1本勝負       |                                                      |                             |
| ●金本浩二                                                   | 17分5秒 雪崩式デスバレーボム 片エビ固め              | 高岩竜一○                   |
| 第6試合 BEST OF THE SUPER Jr前哨戦PART-2＝30分1本勝負       |                                                      |                             |
| ○大谷晋二郎                                                 | 12分10秒 ドラゴンスープレックスホールド              | 安良岡裕二●                 |
| 第7試合 THE FINAL INOKI TOURNAMENT決勝戦＝時間無制限1本勝負 |                                                      |                             |
| ●小川直也                                                   | 5分0秒 セコンドのタオル投入 TKO                      | ドン・フライ○               |
| 第8試合 IWGPジュニア・ヘビー級選手権＝60分1本勝負           |                                                      |                             |
| ○獣神サンダー・ライガー (第32代王者)                        | 15分28秒 雪崩式垂直落下式ブレーンバスター 片エビ固め | ケンドー・カシン● (挑戦者)  |
| ※王者が初防衛に成功                                         |                                                      |                             |
| 第9試合 IWGPタッグ選手権＝60分1本勝負                       |                                                      |                             |
| 武藤敬司 ○蝶野正洋 (第33代王者)                             | 18分23秒 羽根折り固め                                | 橋本真也 西村修● (挑戦者)   |
| ※王者組が2度目の防衛に成功                                  |                                                      |                             |
| 第10試合 IWGPヘビー級選手権＝60分1本勝負                    |                                                      |                             |
| ●佐々木健介 (第20代王者)                                    | 21分18秒 ジャーマンスープレックスホールド            | 藤波辰爾〇 (挑戦者)         |
| ※藤波が第21代王者となる                                     |                                                      |                             |
| 第11試合 アントニオ猪木引退試合＝時間無制限1本勝負          |                                                      |                             |
| ○アントニオ猪木                                             | 4分9秒 グランドコブラツイスト                        | ドン・フライ●               |

THE FINAL INOKI TOURNAMENT
|  | 1回戦（3/22名古屋）        | 1回戦（3/22名古屋） |                            |    | 準決勝 | 準決勝 |  |  | 決勝 | 決勝 |
|  |                            |                     |                            |    |        |        |  |  |      |      |
|  | 5:15                       |                     |                            |    |        |        |  |  |      |      |
|  |                            |                     |                            |    |        |        |  |  |      |      |
|  | 小川                       | 勝                  |                            |    |        |        |  |  |      |      |
|  | 小川                       | 勝                  | 3分30秒 腕ひしぎ逆十字固め |    |        |        |  |  |      |      |
|  | デイブ・ベネトゥー         |                     |                            |    |        |        |  |  |      |      |
|  | ジョンストン               |                     |                            |    |        |        |  |  |      |      |
|  | 7:49                       |                     |                            |    |        |        |  |  |      |      |
|  |                            | 小川                | 勝                         |    |        |        |  |  |      |      |
|  | 藤原                       | 小川                | 勝                         |    |        |        |  |  |      |      |
|  |                            |                     | 5分0秒 TKO                 |    |        |        |  |  |      |      |
|  | ブライアン・ジョンストーン | 勝                  |                            |    |        |        |  |  |      |      |
|  | ブライアン・ジョンストーン | 勝                  | 小川                       |    |        |        |  |  |      |      |
|  | 5:11                       |                     |                            |    |        |        |  |  |      |      |
|  |                            | フライ              | 勝                         |    |        |        |  |  |      |      |
|  | 山崎                       | フライ              | 勝                         |    |        |        |  |  |      |      |
|  | 3分57秒 KO                 |                     |                            |    |        |        |  |  |      |      |
|  | ドン・フライ               | 勝                  |                            |    |        |        |  |  |      |      |
|  | ドン・フライ               | 勝                  | フライ                     | 勝 |        |        |  |  |      |      |
|  | 6:33                       |                     | フライ                     | 勝 |        |        |  |  |      |      |
|  |                            | メインダート        |                            |    |        |        |  |  |      |      |
|  | 藤田                       |                     |                            |    |        |        |  |  |      |      |
|  |                            |                     |                            |    |        |        |  |  |      |      |
|  | イゴール・メインダート     | 勝                  |                            |    |        |        |  |  |      |      |
|  | イゴール・メインダート     | 勝                  |                            |    |        |        |  |  |      |      |

## '99 WRESTLING WORLD in 闘強導夢
1999年の新日本プロレスの東京ドーム興行。前年8月に新設されたIWGPジュニアタッグ王座はカシン組が大谷組を破り王座奪取。大仁田vs佐々木は、大仁田が佐々木の顔面に火を放ち反則、遺恨を残す結果となった。新日本vsUFOは1勝1敗1分けのタイ。橋本との3度目のシングルマッチに臨んだ小川は、プロレスの枠を越えた暴走ファイトを繰り広げ、リング上に大量の選手が入り乱れる結末となる。IWGPタッグは天龍組が敗れ、テンコジとしての王座奪取。nWo対決のIWGP戦は武藤がノートンを破り王座奪取し、崩れかけていたnWoジャパンを一枚岩にするかと思われたが、蝶野と武藤は舌戦を繰り広げた。

### 試合結果
| 第1試合 30分1本勝負                               |                                                      |                                                  |
| ○中西学                                           | 11分10秒 アルゼンチンバックブリーカー                | 藤田和之●                                        |
| 第2試合 6人タッグ＝30分1本勝負                    |                                                      |                                                  |
| 藤波辰爾 木戸修 ○安田忠夫                         | 9分17秒 ダイビングボディプレス →体固め               | 木村健悟 後藤達俊● 小原道由                      |
| 第3試合 IWGPジュニア・タッグ選手権＝60分1本勝負   |                                                      |                                                  |
| 大谷晋二郎● 高岩竜一 (初代王者)                   | 16分53秒 雪崩式飛びつき腕ひしぎ逆十字固め            | ケンドー・カシン○ ドクトル・ワグナーJr. (挑戦者) |
| ※カシン組が第2代王者となる                        |                                                      |                                                  |
| 第4試合 IWGPジュニア・ヘビー級選手権＝60分1本勝負 |                                                      |                                                  |
| ○獣神サンダー・ライガー (第32代王者)              | 23分55秒 雪崩式垂直落下式ブレーンバスター 片エビ固め | 金本浩二● (挑戦者)                               |
| ※王者が7度目の成功                                |                                                      |                                                  |
| 第5試合 時間無制限1本勝負                         |                                                      |                                                  |
| ○佐々木健介                                       | 5分55秒 火炎噴射 反則                                | 大仁田厚●                                        |
| 第6試合 新日本vsUFO＝時間無制限1本勝負            |                                                      |                                                  |
| ○永田裕志                                         | 5分30秒 三角絞め                                     | デイブ・ベネトゥー●                              |
| 第7試合 新日本vsUFO＝時間無制限1本勝負            |                                                      |                                                  |
| ●ブライアン・ジョンストン                         | 7分55秒 マウントパンチ ＴＫＯ                        | ドン・フライ○                                    |
| 第8試合 新日本vsUFO＝時間無制限1本勝負            |                                                      |                                                  |
| 橋本真也                                          | 6分58秒 無効試合                                     | 小川直也                                         |
| 第9試合 IWGPタッグ選手権＝60分1本勝負             |                                                      |                                                  |
| 天龍源一郎 ●越中詩郎 (第35代王者)                 | 16分35秒 ダイビングヘッドバット 片エビ固め           | 天山広吉○ 小島聡 (挑戦者)                        |
| ※テンコジが第36代王者となる                       |                                                      |                                                  |
| 第10試合 IWGPヘビー級選手権＝60分1本勝負          |                                                      |                                                  |
| ●スコット・ノートン (第23代王者)                  | 19分1秒 足4の字固め                                  | 武藤敬司○ (挑戦者)                               |
| ※武藤が第24代王者となる                           |                                                      |                                                  |

## WRESTLE DYNASTY
2025年1月5日開催予定